# Wright Eclipse

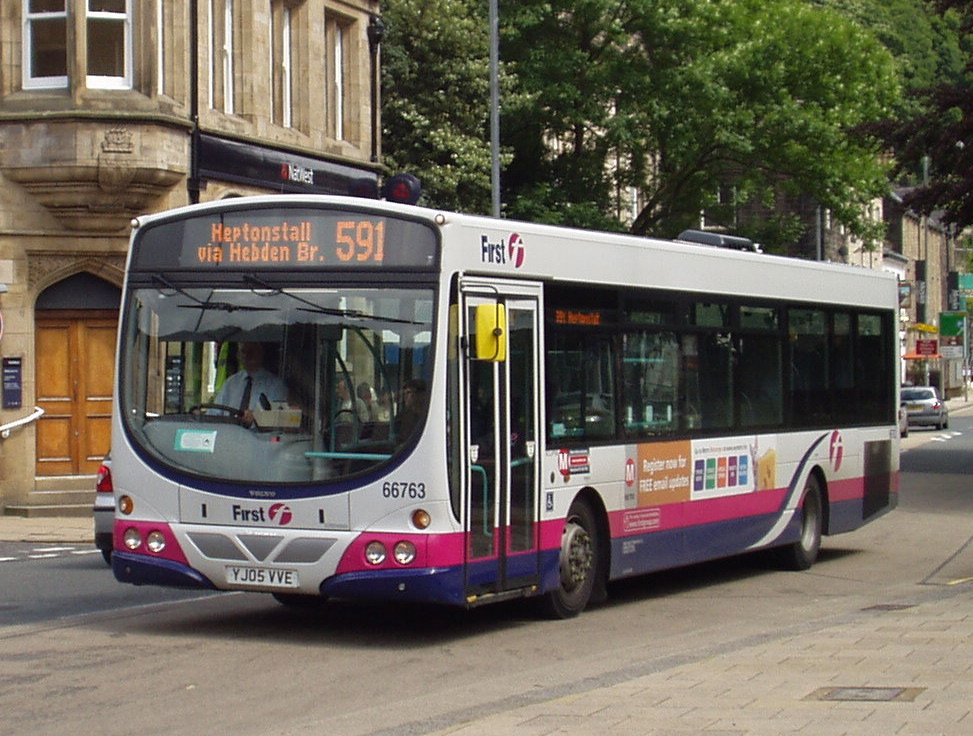
Первый Wright Eclipse на шасси Volvo B7RLE

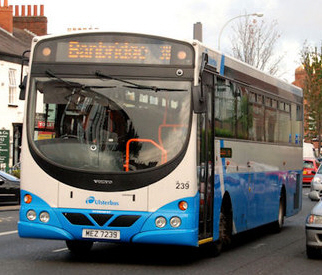
Wright Eclipse SchoolRun на шасси Volvo B7R

Wright Eclipse — одноэтажный автобус, выпускавшийся производителем автобусов из Северной Ирландии Wrightbus c 1999 по 2019 год.

## Первое поколение (1999—2011)
Автобусы Wright Eclipse первого поколения производились с 1999 года на шасси Volvo B7L. Всего было произведено 259 экземпляров, 196 из которых эксплуатировались в FirstGroup. В 2003 году был произведён автобус Wright Eclipse Urban на шасси Volvo B7RLE. Автобус на шасси Volvo B7L получил название Wright Eclipse Metro. Существуют также специальные варианты Wright Eclipse Commuter и Wright Eclipse SchoolRun. Производство завершилось в 2011 году.

## Второе поколение (2008—2015)
Автобусы Wright Eclipse второго поколения производились с 2008 года под названием Wright Eclipse 2, причём до 2011 года автобусы производились параллельно с Wright Eclipse Urban. Автобус Wright Eclipse 2 производился с передней и задней частями от Wright StreetCar на шасси Volvo B7RLE. Производство завершилось в 2015 году.

## Третье поколение (2015—2019)
Последнее поколение автобусов Wright Eclipse производилось в 2015—2019 годах на шасси Volvo B8RLE. Таким образом, был пройден фейслифтинг, а дизайн автобуса теперь в стиле Wright StreetLite.